# День работника государственной исполнительной службы Украины
«День работника государственной исполнительной службы» (укр. День працівника державної виконавчої служби) — национальный профессиональный праздник работников исполнительной службы Минюста, который отмечается на Украине каждый год, 17 декабря.
«День работника государственной исполнительной службы» появился в календаре официальных украинских профессиональных праздников сравнительно недавно, в 2009 году, после того как 22 июля 2009 года, , в столице республики городе-герое Киеве, третий президент Украины Виктор Андреевич Ющенко, «учитывая значение органов государственной исполнительной службы в обеспечении исполнения решений судов, третейских судов и других органов, а также должностных лиц, в поддержку инициативы Министерства юстиции Украины и общественности», подписал Указ № 569/2009 «О Дне работника государственной исполнительной службы», который предписывал: «Установить на Украине профессиональный праздник — День работника государственной исполнительной службы, который отмечать ежегодно 17 декабря».
«День работника государственной исполнительной службы» не является нерабочим днём, если, в зависимости от года, не выпадает на выходной.